# Camillo Ballini
Camillo Ballini, né à Venise en Vénétie, est un peintre italien maniériste du XVIe siècle, actif à Venise à la fin de la Renaissance.

## Biographie
Camillo Ballini est un peintre italien de la Renaissance tardive dont l'œuvre se rattache au maniérisme. Il a été formé par Palma le Jeune à Venise, et a travaillé avec lui dans la décoration du palais ducal dans des peintures historiques au cours des années 1570. Il a également contribué aux fresques  de la façade extérieure du palais.